# Daniel Swarovski

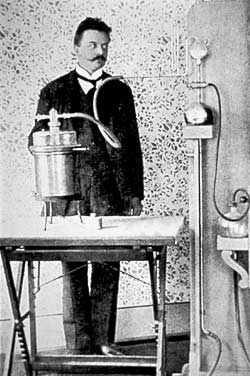
Daniel Swarovski (1891)

Daniel Swarovski (* 24. Oktober 1862 in Georgenthal, Böhmen als Daniel Šwartz; † 23. Jänner 1956 in Wattens, Tirol) war ein österreichischer Glasschleifer böhmischer Herkunft und Gründer des Unternehmens Swarovski, das sich zum Weltmarktführer für geschliffenes Kristallglas entwickelte.

## Leben

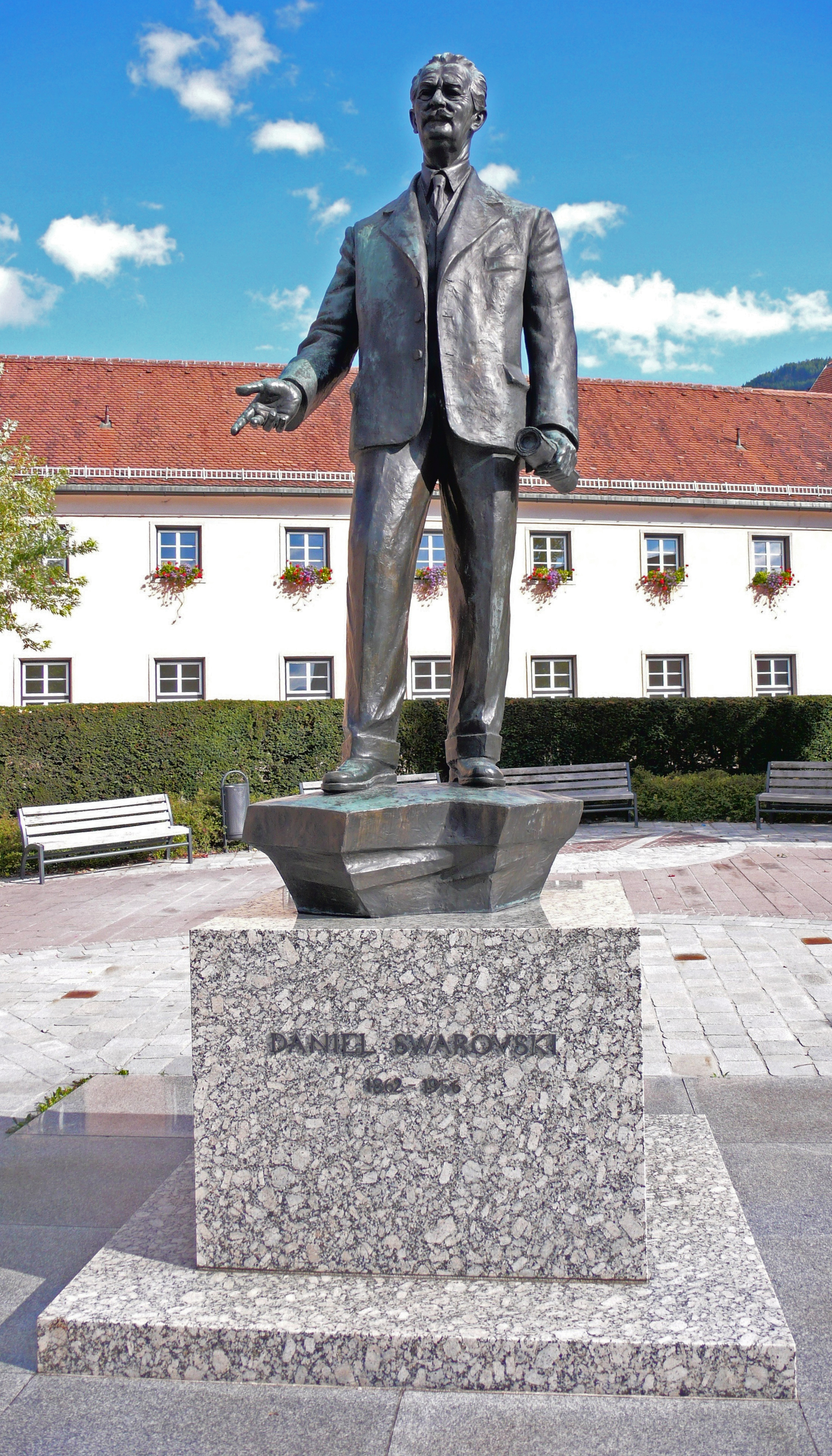
Daniel Swarovski, Skulptur von Gustinus Ambrosi in Wattens

Er war der Sohn von Franz Anton Šwartz und dessen Ehefrau Helene geb. Staffen.
Swarovski gewann auf der „Ersten Elektrischen Ausstellung“ in Wien im Jahre 1883 Erkenntnisse, mit denen er eine elektrisch angetriebene Maschine zum Schleifen von Kristallglas entwickelte. Er wanderte 1895 nach Wattens in Tirol aus, da er dort durch die Wasserkraft der Alpen genügend Energie sowie in der am Wattenbach liegenden „Tuch- und Lodenfabrik Rhomberg“ Raum für seine neuartige Glasschleiferei vorfand. In den Anfängen nannte sich die neu gegründete Firma aufgrund seines aus Paris stammenden Geschäftspartners „A. Kosmann, Daniel Swarovski & Co“, wurde aber später nach einer Werkserweiterung auf Swarovski umbenannt.
Daniel Swarovski heiratete die Schwester seines Kompagnons Franz Weis. Aus dieser Beziehung stammen die drei Söhne Fritz, Alfred und Willi. In Zusammenarbeit mit dem Wattener Arzt Karl Steiner war Daniel Swarovski als Gemeinderat von Wattens maßgeblich an der Errichtung einer zeitgemäßen Trinkwasserversorgung der Gemeinde Wattens beteiligt. Durch die Errichtung von Werkswohnungen für Mitarbeiter in der Weisstraße sowie in der Swarovskistraße wurde der Grundstein für ein Siedlungsprogramm gelegt, welches durch seinen Enkel Daniel Swarovski II (Sohn von Fritz) umfangreich fortgesetzt wurde.
1919 gründete Daniel Swarovski das Schleifmittelunternehmen Tyrolit ebenfalls in Wattens, um keramische Schleifscheiben für die Kristallproduktion selbst zu produzieren. Tyrolit zog 1950 von Wattens nach Schwaz, dessen Hauptsitz immer noch dort vorzufinden ist. 
Daniel Swarovski trat noch vor dem Anschluss an NS-Deutschland in die damals illegale NSDAP ein, er beantragte dann am 16. Mai 1938 die reguläre Aufnahme in die Partei und wurde rückwirkend zum 1. Mai aufgenommen (Mitgliedsnummer 6.181.200).
Nachdem bei Swarovski keine „Arisierung“ jüdischer Unternehmensanteile stattgefunden hatte, sondern Jean Crailsheimer die von seinem Onkel Armand Kosmann geerbten Anteile halten konnte, gelang es der Familie Swarovski erst 1960, vier Jahre nach dem Tode von Daniel Swarovski, die Anteile an dem noch immer als „Glasschleiferei A. Kosmann – D. Swarovski & Co“ geführten Werk II im Wattener Oberdorf von Crailsheimer zu erwerben.

## Auszeichnungen
Daniel Swarovski I war Träger folgender Auszeichnungen.
- Ritter des Gregorius-Ordens
- Träger des Großen Ehrenzeichens für Verdienste um die Republik Österreich
- Träger des Ritterkreuzes I. Klasse des österreichischen Verdienstordens[8]
- Träger des Goldenen Ehrenringes der Kammer der gewerblichen Wirtschaft Tirols
- Inhaber der Julius-Raab-Medaille
- Ehrenmitglied der Leopold-Franzens-Universität Innsbruck

Daniel Swarovski war außerdem Ehrenmitglied zahlreicher Vereine und Ehrenbürger der Gemeinde (heute Marktgemeinde) Wattens seit 2. November 1928.